# Koncentrický hrad

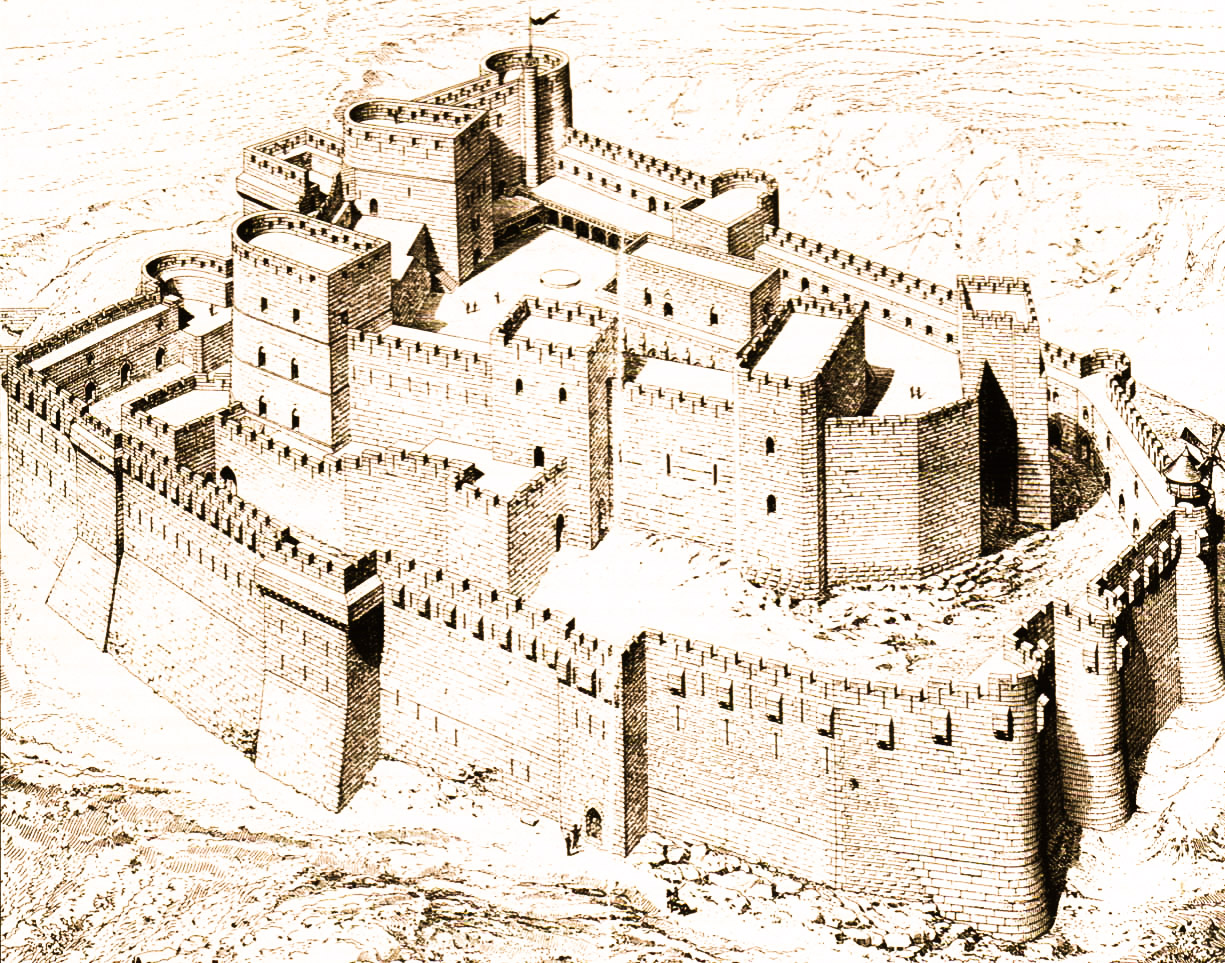
Krak des Chevaliers: koncentrický hrad

Koncentrický hrad (nebo také multiplexový hrad) je hrad uvnitř hradu, s dvěma nebo více prstenci hradeb a v některých případech bez centrálního donjonu. Obvykle jsou jeho vnější zdi také nejnižší a jejich výška se zvyšuje směrem k centru hradu. Zdi bývají vybaveny věžemi a bastiony a často mívají cimbuří. Brány hradu chrání barbakán.

## Historie
Koncentrické hrady se v Evropě poprvé objevily ve 14. století po křížových výpravách a byly navrhovány pro zvýšení obranného potenciálu hradu: obránci na vyšších zdech mohli vystřelovat šípy po útočnících přes obránce, kteří byli pod nimi na nižších hradbách, ti zatím podporovaní svými soukmenovci nahoře mohli porazit nepřítele v první linii.

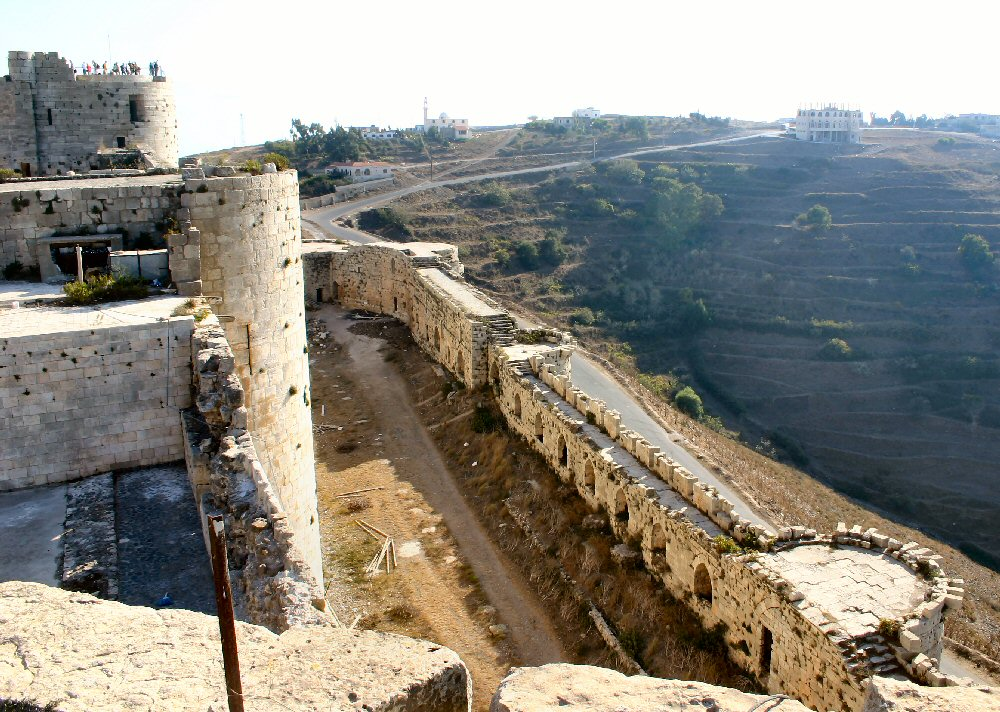
Krak des Chevaliers, pohled na vnitřní a vnější hradby

Křižácký hrad Krak des Chevaliers v Sýrii, či hrad Beaumaris ve Walesu jsou excelentními příklady tohoto typu opevnění.
Z hlediska vývoje je koncentrický hrad dalším stupněm donjonu a existoval zároveň s lineárními hrady, které inklinovaly k tomu být budovány v prostředí, které neumožňovalo vystavění koncentrického hradu.